# KEiiNO
KEiiNO est un supergroupe musical norvégien, composé du rappeur sami Fred Buljo et des chanteurs Tom Hugo Hermansen et Alexandra Rotan. Le groupe se forme fin 2018, en vue de participer à l'édition 2019 du Melodi Grand Prix de Norvège. Ils y participent avec la chanson Spirit in the Sky. Ils remportent la compétition le 2 mars 2019 et représentent par conséquent la Norvège au Concours Eurovision de la chanson 2019, qui se déroule à Tel Aviv en Israël. Ils se qualifient lors de la seconde demi-finale du 16 mai 2019 et obtiennent la cinquième place lors de la finale du 18 mai, avec 338 points, le meilleur résultat du pays depuis 2013.
Selon Fred Buljo à une interview de la télévision norvégienne, le nom KEiiNO est inspiré de sa ville natale Kautokeino, dans la région same au septentrion du pays.
En 2021, ils concourent de nouveau au Melodi Grand Prix avec leur chanson Monument. Faisant partie des six qualifiés d'office, ils présentent leur chanson durant la première demi-finale et participent à la finale qui a lieu le 20 février 2021. Durant la finale, ils ont été qualifiés à la « Finale d'argent » puis au « Duel d'or » dans lequel ils ont perdu contre TIX le gagnant du concours et qui sera le représentant norvégien de l'Eurovision 2021 à Rotterdam.
En février 2022, lors de l'émission australienne permettant de sélectionner l'artiste chantant pour ce dernier, le supergroupe dévoile leur nouvel album OKTA quokte, ainsi que leur nouvelle chanson On A Night Like This, reprise de Kylie Minogue.
En 2024, le groupe participe à nouveau au Melodi Grand Prix avec leur chanson Damdiggida. Ils se qualifient à la finale lors de la troisième demi-finale, le 27 janvier. Lors de la finale, le 3 février 2024, durant lequel ils performent en premier, le groupe remporte les votes du jury, mais termine finalement à la seconde position, avec 244 points, derrière Gåte et leur chanson Ulveham avec 250 points, ce qui fait ainsi de Gåte les représentants de la Norvège au Concours Eurovision de la chanson 2024 à Malmö.

## Membres

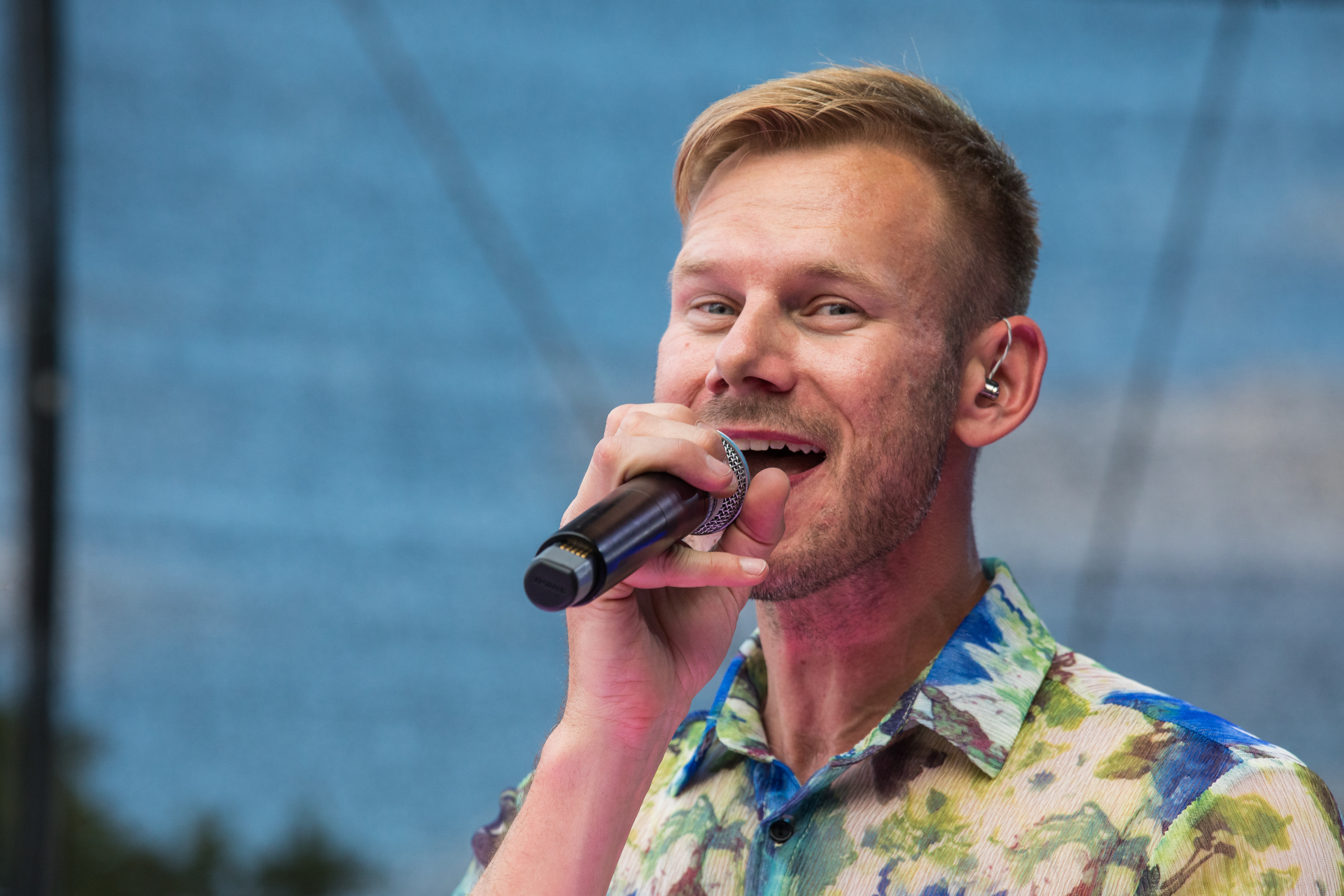
Tom Hugo
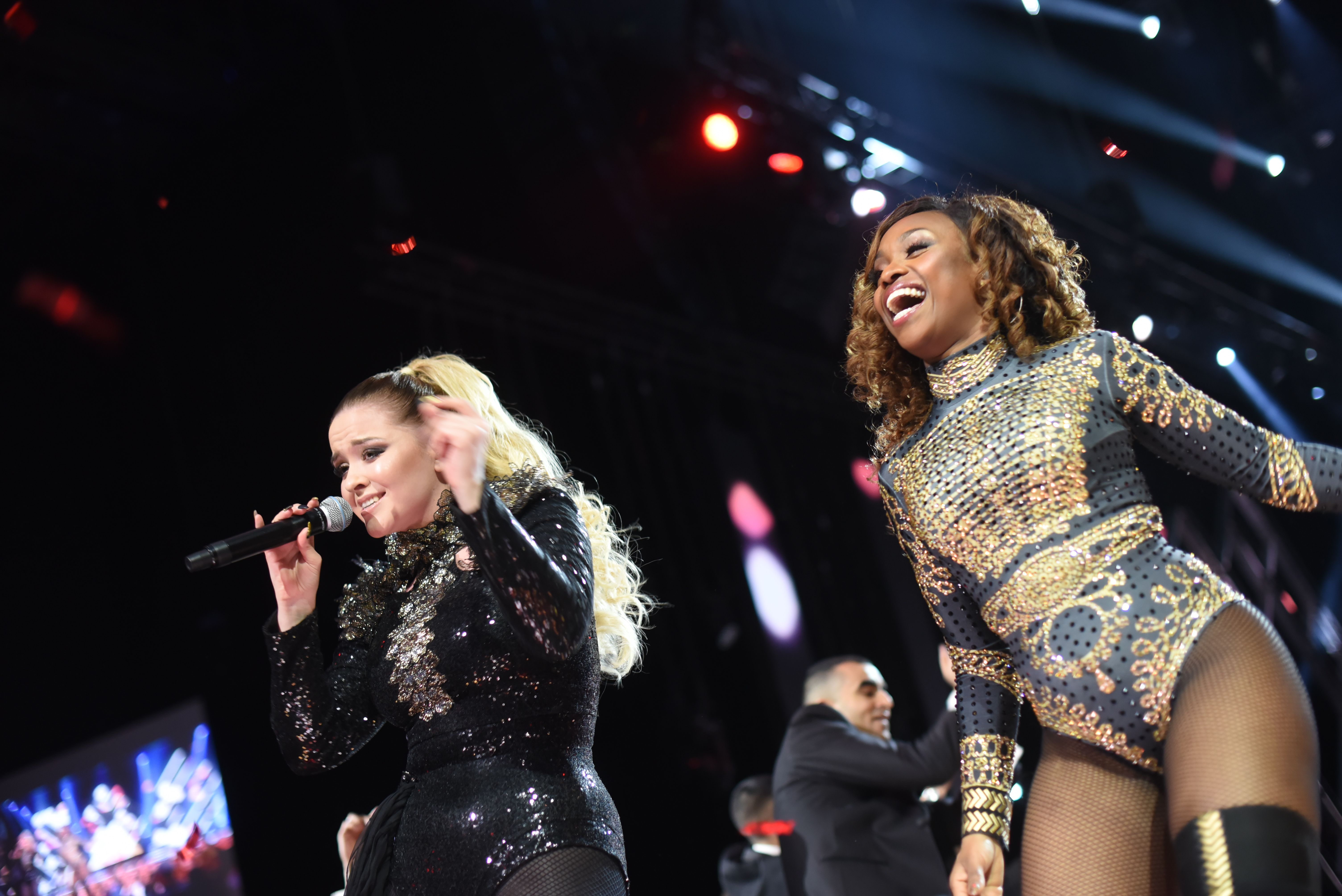
Alexandra Rotan, à gauche
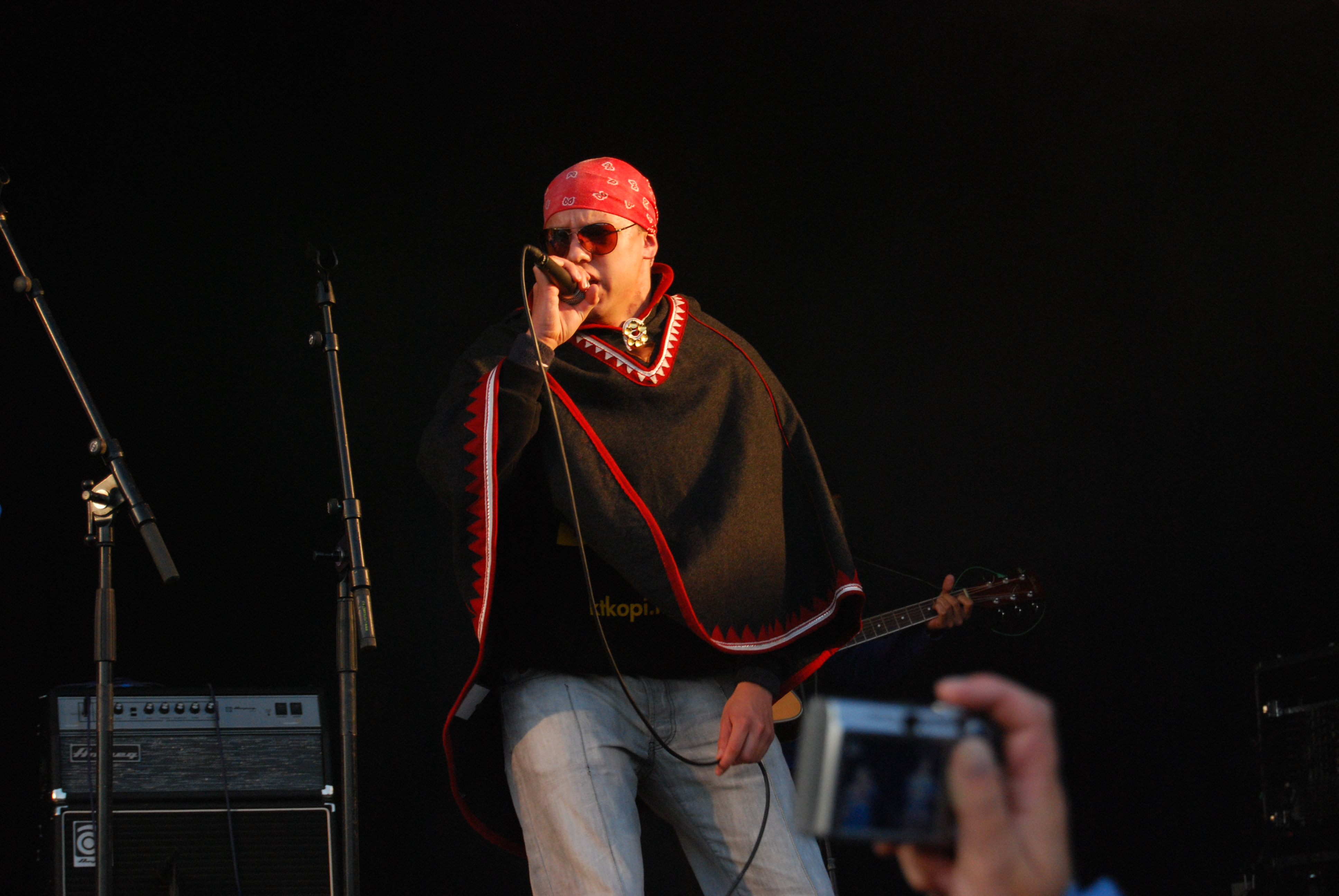
Fred Buljo

- Tom Hugo (de son nom complet Tom Hugo Hermansen, né le 27 octobre 1979 (45 ans) à Kristiansand[5]) - chant
- Alexandra Rotan (née le 29 juin 1996 (28 ans) à Råholt dans la commune d'Eidsvoll) - chant
- Fred Buljo (de son nom complet Fred-René Øvergård Buljo, né le 6 février 1988 (37 ans) à Kautokeino) - chant, joik

## Discographie

### Albums
- 2020 - OKTA
- 2022 - OKTA guokte

### EP
- 2019 - Spirit in the Sky
- 2023 - Midnight Marina

### Singles
- 2019 - Spirit in the Sky
- 2019 - Shallow (Reprise de Lady Gaga et Bradley Cooper)
- 2019 - Praying
- 2019 - Vill ha dig
- 2019 - Dancing in the smoke
- 2020 - Colours
- 2020 - Black Leather (Avec Charlotte Qamaniq)
- 2020 - Would I Lie (feat. Electric Fields)
- 2021 - Monument
- 2021 - Unbreakable
- 2021 - Drivers License (Reprise de Olivia Rodrigo)
- 2021 - Addjas
- 2021 - Summer Of My Life
- 2021 - End of Time (Taste of Heaven)
- 2021 - Venus
- 2021 - A New Beginning (feat. Peder Elias)
- 2022 - On A Night Like This (Reprise de Kylie Minogue)
- 2022 - Mother of the Night
- 2022 - Nights Of Thunder
- 2023 - Alt du kan se
- 2023 - The Sun Always Shines On Tv
- 2023 - Ritma
- 2023 - Get Up
- 2023 - Insomnia
- 2024 - Damdiggida
- 2024 - Hero, baby
- 2024 - DISCO
- 2024 - Say it like that
- 2024 - Northern Boy
- 2025 - Midnight Gloria
- 2025 - HALO